# Room to Roam
Room to Roam is een album van de Brits-Ierse band The Waterboys, uitgebracht op 2 oktober 1990. Qua muziekstijl vormt het min of meer een voortzetting van hun vorige album, Fisherman's Blues. Het werd commercieel echter een minder groot succes dan dat album. De titel is afgeleid van een passage uit een boek van George MacDonald.
Room to Roam is opgenomen in Spiddal House in het Ierse Galway, waar ook het laatste deel van Fisherman's Blues was opgenomen.
Het album bevat ook enkele covers van oudere volksliedjes, waaronder The Raggle Taggle Gypsy, een van oorsprong Schotse border ballad.
In 2008 werd het album opnieuw uitgegeven, inclusief een bonus-cd met een aantal extra nummers.

## Originele tracklisting (1990)
1. "In Search of a Rose" – 1:20
2. "Song from the End of the World" – 1:59
3. "A Man Is in Love" (Scott) / "Kaliope House" (Dave Richardson) – 3:18
4. "Bigger Picture" (Scott, Anthony Thistlethwaite) – 2:26
5. "Natural Bridge Blues" – 2:06
6. "Something That Is Gone" – 3:16
7. "The Star and the Sea" – 0:26
8. "A Life of Sundays" – 6:14
9. "Islandman" – 2:06
10. "The Raggle Taggle Gypsy" – 2:58
11. "How Long Will I Love You?" – 3:38
12. "Upon the Wind and Waves" (Steve Wickham) – 0:44
13. "Spring Comes to Spiddal" – 1:24
14. "The Trip to Broadford" (K. Donnellan) – 1:14
15. "Further Up, Further In" – 5:19
16. "Room to Roam" – 3:08
17. "The Kings of Kerry" (Scott, Sharon Shannon, Wickham) – 0:56

### Heruitgave (2008)
1. "In Search of a Rose (full band)" – 2:29
2. "My Morag (The Exile's Dream)" – 2:12
3. "A Man is in Love (incl. Calliope House) – 3:20
4. "The Wyndy Wyndy Road" – 1:53
5. "Three Ships" – 3:22
6. "Sunny Sailor Boy" – 3:06
7. "Sponsored Pedal Pusher's Blues" – 2:50
8. "The Wayward Wind" – 3:48
9. "Danny Murphy / Florence" – 2:23
10. "The Raggle Taggle Gypsy (live)" – 4:31
11. "Custer's Blues (live)" – 4:37
12. "Twa Recruitin' Sergeants (live)" – 4:10
13. "A Reel and a Stomp in the Kitchen" – 0:52
14. "Down by the Sally Gardens" – 3:48
15. "A Strathspey in the Rain at Dawn" – 1:23
16. "A Song for the Life" – 3:49
17. "The Kings of Kerry" – 0:27